# Oak Creek (Wisconsin)
Oak Creek és una població dels Estats Units a l'estat de Wisconsin. Segons el cens del 2009 tenia 33.946 habitants.

## Demografia
Segons el cens del 2000, Oak Creek tenia 28.456 habitants, 11.239 habitatges, i 7.530 famílies. La densitat de població era de 383,9 habitants per km².
Dels 11.239 habitatges en un 33,3% hi vivien nens de menys de 18 anys, en un 56,4% hi vivien parelles casades, en un 7,1% dones solteres, i en un 33% no eren unitats familiars. En el 25,3% dels habitatges hi vivien persones soles el 7% de les quals corresponia a persones de 65 anys o més que vivien soles. El nombre mitjà de persones vivint en cada habitatge era de 2,52 i el nombre mitjà de persones que vivien en cada família era de 3,1.
Per edats la població es repartia de la següent manera: un 25% tenia menys de 18 anys, un 9,3% entre 18 i 24, un 35,4% entre 25 i 44, un 21,5% de 45 a 60 i un 8,9% 65 anys o més.
L'edat mediana era de 34 anys. Per cada 100 dones de 18 o més anys hi havia 97,9 homes.
La renda mediana per habitatge era de 53.779$ i la renda mediana per família de 63.381$. Els homes tenien una renda mediana de 43.935$ mentre que les dones 31.443$. La renda per capita de la població era de 23.586$. Aproximadament l'1,2% de les famílies i el 3,1% de la població estaven per davall del llindar de pobresa.

## Poblacions més properes
El següent diagrama mostra les poblacions més properes.